# 常勝寺 (横須賀市)
常勝寺（じょうしょうじ）は、神奈川県横須賀市佐原にある日蓮宗系単立寺院。山号は宝泉山。旧本山は衣笠大明寺（六条門流）、奠師法縁（奠統会）。

## 歴史
元亨元年（1321年）摩訶一院日印（日蓮の孫弟子で朗門の九鳳の一人）が大矢部村（相模国三浦郡）に結んだ草庵が起源である。常勝坊日珠がこの草庵跡に高部山常泉寺を建立した。天正12年（1584年）佐原（現在地付近）へ移転し宝泉山常勝寺と改めた。明治14年（1881年）に火災で焼失した。1984年（昭和59年）の高速道路建設工事のため現在地へ移転した。

## 境内
- 本堂
- 山門　宝泉山の扁額は明治14年の火災で唯一焼失を免れたという貴重なものである[1]。

## 歴代
- 摩訶一院日印

## 旧末寺
日蓮宗は昭和16年（1941年）に本末を解体したため、現在は旧本山、旧末寺と呼びならわしている。
- 大谷山正覚寺（横須賀市佐原）
- 普門山慈眼院（横須賀市佐原）

## アクセス
- 佐原橋バス停より徒歩でおよそ9分[1]